# Фолау, Исраэль
Исраэль Фола́у (англ. Israel Folau, родился 4 апреля 1989) — австралийский игрок в регби, регбилиг и австралийский футбол, выступающий в Супер Регби за клуб «Уаратаз» и сборную Австралии на позиции фулбэка. Победитель Супер Регби 2014.

## Карьера
Исраэль Фолау родился в 1989 году в семье выходцев из королевства Тонга. После его рождения семья переехала в Брисбен, где Исзарэль начал заниматься регби, играя в регбилиг (регби-13). В 2006 году он представлял юниорскую сборную Австралии на чемпионате мира по регбилиг.
В 2007 году семнадцатилетний Фолау дебютировал в Национальной регбийной лиге в составе команды «Мельбурн Сторм». Уже в первой игре против «Уэстс Тайгерс» Исраэль, выступавший на позиции вингера занёс решающую попытку и помог своей команде одержать победу со счетом 18-16. По итогам сезона он стал лучшим в НРЛ по попыткам (21), побив рекорд по количеству занесённых попыток для новичков. В 2008 году благодаря хорошим выступлениям в НРЛ Фолау был включён в состав сборной Австралии по регбилиг. Тогда же они принимал участие в чемпионате мира, который австралийцы проиграли новозеландцам, уступив в финале 34—20.
В 2009 году Фолау принял решение перебраться ближе к семье и подписал контракт с командой НРЛ «Брисбен Бронкоз», за которую выступал два года.
В конце 2010 года австралиец принял решение не продлевать контракт с командами регбилиг и перешёл в австралийский футбол и два года выступал в составе команды Австралийской футбольной лиги «Грейтер Уэстерн Сидней».
С 2013 года Исраэль Фолау играет в классическое регби. В Супер Регби он представляет сиднейский клуб «Уаратаз». Тогда же он выиграл приз лучшему новичку года, став первым обладателем этого приза как в НРЛ, так и в Супер Регби. В том же 2013 году Фолау дебютировал в сборной Австралии, занеся в тестовых матчах 10 попыток, что позволило ему сравняться с рекордным достижением Лоте Тукири.
В 2015 году был включён в состав «воллабис» на чемпионат мира в Англии. Фолау сыграл там в трёх матчах группового турнира (кроме игры с Уругваем), а четвертьфинал с Шотландией пропустил из-за травмы.
11 апреля 2019 года клуб «Уаратаз» разорвал с Фолау контракт после того, как игрок опубликовал в аккаунте Instagram пост, в котором оскорбительно высказался о сексуальных меньшинствах — причиной тому стало его недовольство решением парламента Тасмании отменить указание биологического пола в свидетельстве о рождении.